# Aberto de Tênis de Santa Catarina 2009
L'Aberto de Tênis de Santa Catarina 2009 è stato un torneo professionistico di tennis maschile giocato sulla terra rossa, che faceva parte dell'ATP Challenger Tour 2009. Si è giocato a Blumenau in Brasile dall'11 al 17 maggio 2009.

## Partecipanti

### Teste di serie
| Nazionalità | Giocatore              | Ranking* | Testa di serie |
| ----------- | ---------------------- | -------- | -------------- |
| Argentina   | Sebastián Decoud       | 157      | 1              |
| Brasile     | João Souza             | 224      | 2              |
| Brasile     | André Miele            | 255      | 3              |
| Brasile     | Rogério Dutra da Silva | 260      | 4              |
| Argentina   | Juan-Pablo Amado       | 263      | 5              |
| Uruguay     | Marcel Felder          | 268      | 6              |
| Brasile     | Eric Gomes             | 299      | 7              |
| Brasile     | Júlio Silva            | 314      | 8              |

- Ranking al 5 aprile 2009.

### Altri partecipanti
Giocatori che hanno ricevuto una wild card:
- André Baran
- Fabricio Neis
- José Pereira
- Bruno Wolkmann

Giocatori passati dalle qualificazioni:
- Rafael Camilo
- Cristóbal Saavedra-Corvalán
- Daniel Silva
- Thales Turini

## Campioni

### Singolare
Marcelo Demoliner ha battuto in finale  Rogério Dutra da Silva, 6–1, 6–0

### Doppio
Marcelo Demoliner /  Rodrigo Guidolin hanno battuto in finale  Rogério Dutra da Silva /  Júlio Silva, 7–5, 4–6, [13–11]